# عیش‌آباد (مرند)

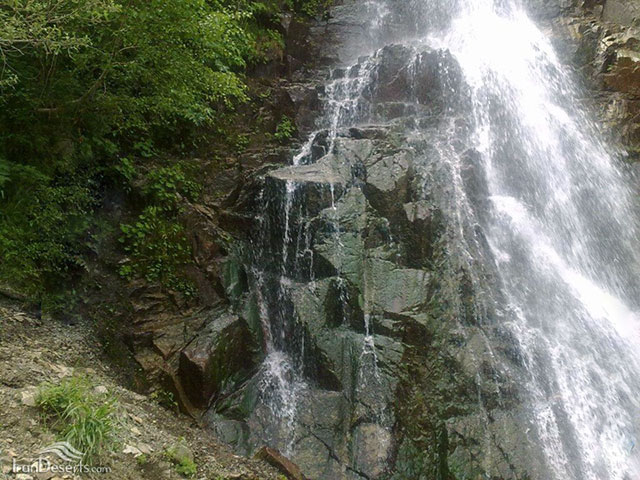
نمایی از روستای عیش‌آباد (ایش اوبا) در شهرستان مرند - ۲۰۱۴

عیش‌آباد(ایش اوبا) یکی از روستاهای استان آذربایجان شرقی است که در دهستان میشاب شمالی بخش مرکزی شهرستان مرند واقع شده‌است. عیش‌آباد در ۱۹ کیلومتری شهرستان مرند در دامنه کوه میشاب واقع است. مردم آن ایرانی و مسلمان شیعه هستند. شهرت این روستا بیشتر به خاطر همجواری با رودخانه و آبشار عیش‌آباد است که یکی از مناظر زیبای طبیعی آذربایجان شرقی محسوب می‌گردد.